# Lejb Olicki
Lejb Olicki (jid. ‏לייב אָליצקי‎; ur. 1894 w Turzysku, zm. 1 września 1975 w Giwatajim) – polski i izraelski poeta i pisarz tworzący w języku jidysz, tłumacz literatury z języka hebrajskiego, jidysz i rosyjskiego.

## Życiorys
Urodził się w 1894 w Turzysku na Wołyniu w rodzinie żydowskiej. Jego bracia Baruch (1907–1941) i Mates (ur. 1915) byli również poetami. W dzieciństwie uczył się zarówno w szkołach religijnych, jak i w świeckich. Zadebiutował w 1924 tomem opowiadań w języku jidysz. Pracował w szkołach świeckiej organizacji oświatowej CISZO na Wołyniu i w Warszawie.
Po wybuchu II wojny światowej uciekł do radzieckiej strefy okupacyjnej i zamieszkał w Kowlu. Po ataku III Rzeszy na Związek Radziecki w czerwcu 1941 uciekł do Baszkirii, gdzie utrzymywał się z pracy fizycznej. W latach 1942–1945 pracował w szpitalu wojskowym w Ufie. Na przełomie 1945 i 1946 przebywał w Moskwie, gdzie pracował w Komitecie Organizacyjnym Żydów Polskich przy Związku Patriotów Polskich.
W 1946 jako repatriant wrócił do Polski i osiadł w Łodzi. W 1949 przeprowadził się do Warszawy. W latach 1950–1956 trzykrotnie został wybrany do prezydium Zarządu Głównego Towarzystwa Społeczno-Kulturalnego Żydów w Polsce. Przez wiele lat był redaktorem wydawnictwa Idisz Buch oraz współredaktorem pisma „Jidisze Szriftn”. W 1959 wyemigrował do Izraela, gdzie zmarł w 1975.

## Twórczość
Lejb Olicki tworzył głównie naturalistyczną prozę obyczajową i popularne baśnie żydowskie przetworzone literacko, w tym m.in.:
- 1956: Zogt di welt a moszl
- 1955: Dodje Kowal
- 1949: Meszolim-buch
- 1927: In szajn fun flamen

## Ordery i odznaczenia
- Złoty Krzyż Zasługi (11 lipca 1955)[3]
- Medal 10-lecia Polski Ludowej (19 stycznia 1955)[4]